# قائمة وزراء التضامن الإجتماعي (مصر)
تعاقب على تولي وزارة التضامن الاجتماعي بمسمياتها المختلفة (وزارة الشئون الإجتماعية أو وزارة التأمينات أو وزارة التأمينات والشؤون الاجتماعية أو وزارة التضامن الاجتماعي) عدة وزراء خلال سلسلة التشكيلات الوزارية في مصر.:236:238، 431:440

## القائمة
| الوزير | اسم الوزارة                                    | الفترة         | الفترة                  | الحكومة                                                                                  | رئيس مجلس الوزراء        |
| الوزير | اسم الوزارة                                    | من             | إلى                     | الحكومة                                                                                  | رئيس مجلس الوزراء        |
| --- | ---------------------------------------------- | -------------- | ----------------------- | ---------------------------------------------------------------------------------------- | ------------------------ |
| عبد السلام الشاذلي                                                                                         | الشئون الإجتماعية                              | 18 أغسطس 1939  | 27 يونيو 1940           | وزارة علي ماهر باشا الثانية                                                              | علي ماهر باشا            |
| محمد حافظ رمضان                                                                                            | الشئون الإجتماعية                              | 27 يونيو 1940  | 14 نوفمبر 1940          | وزارة حسن صبري باشا                                                                      | حسن صبري باشا            |
| محمد عبد الجليل أبو سمرة                                                                                   | الشئون الإجتماعية                              | 15 نوفمبر 1940 | 26 يونيو 1941           | وزارة حسين سري باشا الأولى                                                               | حسين سري باشا            |
| إبراهيم الدسوقي أباظة                                                                                      | الشئون الإجتماعية                              | 26 يونيو 1941  | 4 فبراير 1942           | وزارة حسين سري باشا الأولى                                                               | حسين سري باشا            |
| إبراهيم الدسوقي أباظة                                                                                      | الشئون الإجتماعية                              | 26 يونيو 1941  | 4 فبراير 1942           | وزارة حسين سري باشا الثانية                                                              | حسين سري باشا            |
| عبد الفتاح الطويل (بالنيابة)                                                                               | الشئون الإجتماعية                              | 1 أبريل 1942   | 14 مايو 1942            | وزارة مصطفى النحاس باشا الخامسة                                                          | مصطفى النحاس باشا        |
| عبد الحميد عبد الحق                                                                                        | الشئون الإجتماعية                              | 14 مايو 1942   | 2 يونيو 1943            | وزارة مصطفى النحاس باشا الخامسة                                                          | مصطفى النحاس باشا        |
| عبد الحميد عبد الحق                                                                                        | الشئون الإجتماعية                              | 14 مايو 1942   | 2 يونيو 1943            | وزارة مصطفى النحاس باشا الخامسة                                                          | مصطفى النحاس باشا        |
| عبد الحميد عبد الحق                                                                                        | الشئون الإجتماعية                              | 14 مايو 1942   | 2 يونيو 1943            | وزارة مصطفى النحاس باشا السادسة                                                          | مصطفى النحاس باشا        |
| محمد فؤاد سراج الدين (مع الداخلية)                                                                         | الشئون الإجتماعية                              | 2 يونيو 1943   | 8 أكتوبر 1944           | وزارة مصطفى النحاس باشا السادسة                                                          | مصطفى النحاس باشا        |
| محمد حسين هيكل (مع المعارف العمومية)                                                                       | الشئون الإجتماعية                              | 8 أكتوبر 1944  | 15 يناير 1945           | وزارة أحمد ماهر باشا الأولى                                                              | أحمد ماهر باشا           |
| عبد المجيد بدر                                                                                             | الشئون الإجتماعية                              | 15 يناير 1945  | 15 فبراير 1946          | وزارة أحمد ماهر باشا الثانية                                                             | أحمد ماهر باشا           |
| عبد المجيد بدر                                                                                             | الشئون الإجتماعية                              | 15 يناير 1945  | 15 فبراير 1946          | وزارة محمود فهمي النقراشي باشا الأولى                                                    | محمود فهمي النقراشي باشا |
| محمد عبد الجليل أبو سمرة                                                                                   | الشئون الإجتماعية                              | 16 فبراير 1946 | 9 ديسمبر 1946           | وزارة إسماعيل صدقي باشا الثالثة                                                          | إسماعيل صدقي باشا        |
| محمود حسن                                                                                                  | الشئون الإجتماعية                              | 9 ديسمبر 1946  | 28 ديسمبر 1948          | وزارة محمود فهمي النقراشي باشا الثانية                                                   | محمود فهمي النقراشي باشا |
| جلال فهيم                                                                                                  | الشئون الإجتماعية                              | 28 ديسمبر 1948 | 25 يوليو 1949           | وزارة إبراهيم عبد الهادي باشا                                                            | إبراهيم عبد الهادي باشا  |
| علي أيوب                                                                                                   | الشئون الإجتماعية                              | 25 يوليو 1949  | 3 نوفمبر 1949           | وزارة حسين سري باشا الثالثة                                                              | حسين سري باشا            |
| محمد عبد الخالق حسونة                                                                                      | الشئون الإجتماعية                              | 3 نوفمبر 1949  | 12 يناير 1950           | وزارة حسين سري باشا الرابعة                                                              | حسين سري باشا            |
| أحمد حسين                                                                                                  | الشئون الإجتماعية                              | 12 يناير 1950  | 27 يناير 1952           | وزارة مصطفى النحاس باشا السابعة                                                          | مصطفى النحاس باشا        |
| محمود حسن                                                                                                  | الشئون الإجتماعية                              | 27 يناير 1952  | 1 مارس 1952             | وزارة علي ماهر باشا الثالثة                                                              | علي ماهر باشا            |
| راضي أبو سيف راضي (مع الصحة العمومية)                                                                      | الشئون الإجتماعية                              | 1 مارس 1952    | 2 يوليو 1952            | وزارة أحمد نجيب الهلالي باشا الأولى                                                      | أحمد نجيب الهلالي باشا   |
| أحمد زكي                                                                                                   | الشئون الإجتماعية                              | 2 يوليو 1952   | 22 يوليو 1952           | وزارة حسين سري باشا الخامسة                                                              | حسين سري باشا            |
| راضي أبو سيف راضي                                                                                          | الشئون الإجتماعية                              | 22 يوليو 1952  | 23 يوليو 1952           | وزارة أحمد نجيب الهلالي باشا الثانية                                                     | أحمد نجيب الهلالي باشا   |
| محمد زهير جرانة (مع المواصلات)                                                                             | الشئون الإجتماعية                              | 24 يوليو 1952  | 7 سبتمبر 1952           | وزارة علي ماهر باشا الرابعة                                                              | علي ماهر باشا            |
| محمد فؤاد جلال                                                                                             | الشئون الإجتماعية                              | 8 سبتمبر 1952  | 18 يونيو 1953           | وزارة محمد نجيب الأولى                                                                   | محمد نجيب                |
| عباس مصطفى عمار                                                                                            | الشئون الإجتماعية                              | 18 يونيو 1953  | 25 فبراير 1954          | وزارة محمد نجيب الثانية                                                                  | محمد نجيب                |
| كمال الدين حسين                                                                                            | الشئون الإجتماعية                              | 25 فبراير 1954 | 29 يونيو 1956           | وزارة جمال عبد الناصر الأولى                                                             | جمال عبد الناصر          |
| كمال الدين حسين                                                                                            | الشئون الإجتماعية                              | 25 فبراير 1954 | 29 يونيو 1956           | وزارة محمد نجيب الثالثة                                                                  | محمد نجيب                |
| كمال الدين حسين                                                                                            | الشئون الإجتماعية                              | 25 فبراير 1954 | 29 يونيو 1956           | وزارة جمال عبد الناصر الثانية                                                            | جمال عبد الناصر          |
| حسين الشافعي (مع العمل)                                                                                    | الشئون الإجتماعية                              | 29 يونيو 1956  | 7 أكتوبر 1958           | وزارة جمال عبد الناصر الثالثة                                                            | جمال عبد الناصر          |
| حسين الشافعي (مع العمل)                                                                                    | الشئون الإجتماعية                              | 29 يونيو 1956  | 7 أكتوبر 1958           | وزارة جمال عبد الناصر الرابعة                                                            | جمال عبد الناصر          |
| محمد توفيق عبد الفتاح (مع العمل) "المجلس التنفيذي" حسين الشافعي (مع العمل) "الوزارة المركزية"              | الشئون الإجتماعية                              | 7 أكتوبر 1958  | 20 سبتمبر 1960          | وزارة نور الدين طراف (المجلس التنفيذي) وزارة جمال عبد الناصر الخامسة (الوزارة المركزية)  | جمال عبد الناصر          |
| محمد توفيق عبد الفتاح (مع العمل) "المجلس التنفيذي" حسين الشافعي (مع العمل) "الوزارة المركزية"              | الشئون الإجتماعية                              | 20 سبتمبر 1960 | 16 أغسطس 1961           | وزارة كمال الدين حسين (المجلس التنفيذي) وزارة جمال عبد الناصر السادسة (الوزارة المركزية) | جمال عبد الناصر          |
| ثابت العريس "سوري"                                                                                         | الشئون الإجتماعية                              | 16 أغسطس 1961  | 10 أكتوبر 1961          | وزارة جمال عبد الناصر السابعة                                                            | جمال عبد الناصر          |
| كمال الدين رفعت "ندباً"                                                                                     | الشئون الإجتماعية                              | 10 أكتوبر 1961 | 28 سبتمبر 1961          | وزارة جمال عبد الناصر السابعة                                                            | جمال عبد الناصر          |
| حسين الشافعي (مع الأوقاف)                                                                                  | الشئون الإجتماعية                              | 18 أكتوبر 1961 | 29 سبتمبر 1962          | وزارة جمال عبد الناصر الثامنة                                                            | جمال عبد الناصر          |
| حكمت أبو زيد                                                                                               | الشئون الإجتماعية                              | 29 سبتمبر 1962 | 25 مارس 1964            | وزارة علي صبري الأولى                                                                    | علي صبري                 |
| حكمت أبو زيد                                                                                               | الشئون الإجتماعية                              | 25 مارس 1964   | 1 أكتوبر 1965           | وزارة علي صبري الثانية                                                                   | علي صبري                 |
| لا يوجد في حين تولى أحمد عبده الشرباصي منصب نائب رئيس مجلس الوزراء للأوقاف والشئون الاجتماعية وشئون الأزهر | الشئون الإجتماعية                              | 1 أكتوبر 1965  | 10 سبتمبر 1966          | وزارة زكريا محيي الدين                                                                   | زكريا محيي الدين         |
| أحمد محمد خليفة (مع الأوقاف)                                                                               | الشئون الإجتماعية                              | 10 سبتمبر 1966 | 18 يونيو 1967           | وزارة صدقي سليمان                                                                        | محمد صدقي سليمان         |
| حسين الشافعي (مع الأوقاف)                                                                                  | الشئون الإجتماعية                              | 19 يونيو 1967  | 20 مارس 1968            | وزارة جمال عبد الناصر التاسعة                                                            | جمال عبد الناصر          |
| ضياء الدين داوود (مع الدولة لشئون مجلس الأمة)                                                              | الشئون الإجتماعية                              | 20 مارس 1968   | 28 سبتمبر 1970          | وزارة جمال عبد الناصر العاشرة                                                            | جمال عبد الناصر          |
| حافظ بدوي                                                                                                  | الشئون الإجتماعية                              | 20 أكتوبر 1970 | 18 نوفمبر 1970          | وزارة محمود فوزي الأولى                                                                  | محمود فوزي               |
| حافظ بدوي (مع الدولة لشئون مجلس الأمة)                                                                     | الشئون الإجتماعية                              | 18 نوفمبر 1970 | 14 مايو 1971            | وزارة محمود فوزي الثانية                                                                 | محمود فوزي               |
| حافظ بدوي                                                                                                  | الشئون الإجتماعية                              | 14 مايو 1971   | 15 مايو 1971            | وزارة محمود فوزي الثالثة                                                                 | محمود فوزي               |
| محمد فتح الله الخطيب                                                                                       | الشئون الإجتماعية                              | 15 مايو 1971   | 12 سبتمبر 1971          | وزارة محمود فوزي الثالثة                                                                 | محمود فوزي               |
| أحمد السيد درويش (بالنيابة)                                                                                | الشئون الإجتماعية                              | 19 سبتمبر 1971 | 16 نوفمبر 1971          | وزارة محمود فوزي الرابعة                                                                 | محمود فوزي               |
| عائشة راتب                                                                                                 | الشئون الإجتماعية                              | 16 نوفمبر 1971 | 26 مارس 1973            | وزارة محمود فوزي الرابعة                                                                 | محمود فوزي               |
| عائشة راتب                                                                                                 | الشئون الإجتماعية                              | 16 نوفمبر 1971 | 26 مارس 1973            | وزارة عزيز صدقي                                                                          | عزيز صدقي                |
| عائشة راتب (الشئون الإجتماعية) حسن أحمد الشريف (التأمينات)                                                 |                                                | 27 مارس 1973   | 9 نوفمبر 1974           | وزارة أنور السادات الأولى                                                                | أنور السادات             |
| عائشة راتب (الشئون الإجتماعية) حسن أحمد الشريف (التأمينات)                                                 | وزارة أنور السادات الثانية                     | 27 مارس 1973   | 9 نوفمبر 1974           |                                                                                          | أنور السادات             |
| عائشة راتب (الشئون الإجتماعية) حسن أحمد الشريف (التأمينات)                                                 | وزارة عبد العزيز حجازي                         | 27 مارس 1973   | 9 نوفمبر 1974           | عبد العزيز حجازي                                                                         |                          |
| عائشة راتب (الشئون الإجتماعية) محمد عبد الفتاح إبراهيم (التأمينات)                                         | 9 نوفمبر 1974                                  | 19 مارس 1976   | وزارة عبد العزيز حجازي  | عبد العزيز حجازي                                                                         |                          |
| عائشة راتب (الشئون الإجتماعية) محمد عبد الفتاح إبراهيم (التأمينات)                                         | 9 نوفمبر 1974                                  | 19 مارس 1976   | وزارة ممدوح سالم الأولى | ممدوح سالم                                                                               |                          |
| عائشة راتب                                                                                                 | الشئون الاجتماعية والتأمينات                   | 19 مارس 1976   | 3 فبراير 1977           | ممدوح سالم                                                                               | وزارة ممدوح سالم الثانية |
| عائشة راتب                                                                                                 | الشئون الاجتماعية والتأمينات                   | 19 مارس 1976   | 3 فبراير 1977           | ممدوح سالم                                                                               | وزارة ممدوح سالم الثالثة |
| آمال عثمان                                                                                                 | الشئون والتأمينات الاجتماعية                   | 3 فبراير 1977  | 8 يوليو 1997            | ممدوح سالم                                                                               | وزارة ممدوح سالم الثالثة |
| آمال عثمان                                                                                                 | الشئون والتأمينات الاجتماعية                   | 3 فبراير 1977  | 8 يوليو 1997            | ممدوح سالم                                                                               | وزارة ممدوح سالم الرابعة |
| آمال عثمان                                                                                                 | الشئون الاجتماعية والتأمينات                   | 3 فبراير 1977  | 8 يوليو 1997            | ممدوح سالم                                                                               | وزارة ممدوح سالم الخامسة |
| آمال عثمان                                                                                                 | الشئون والتأمينات الاجتماعية                   | 3 فبراير 1977  | 8 يوليو 1997            | وزارة مصطفى خليل الأولى                                                                  | مصطفى خليل               |
| آمال عثمان                                                                                                 | الشئون والتأمينات الاجتماعية                   | 3 فبراير 1977  | 8 يوليو 1997            | وزارة مصطفى خليل الثانية                                                                 | مصطفى خليل               |
| آمال عثمان                                                                                                 | التأمينات الاجتماعية والدولة للشئون الاجتماعية | 3 فبراير 1977  | 8 يوليو 1997            | وزارة أنور السادات الثالثة                                                               | أنور السادات             |
| آمال عثمان                                                                                                 | التأمينات الاجتماعية والدولة للشئون الاجتماعية | 3 فبراير 1977  | 8 يوليو 1997            | وزارة حسني مبارك                                                                         | حسني مبارك               |
| آمال عثمان                                                                                                 | التأمينات الاجتماعية والدولة للشئون الاجتماعية | 3 فبراير 1977  | 8 يوليو 1997            | وزارة فؤاد محيي الدين الأولى                                                             | أحمد فؤاد محيي الدين     |
| آمال عثمان                                                                                                 | التأمينات الاجتماعية والدولة للشئون الاجتماعية | 3 فبراير 1977  | 8 يوليو 1997            | وزارة فؤاد محيي الدين الثانية                                                            | أحمد فؤاد محيي الدين     |
| آمال عثمان                                                                                                 | التأمينات والشئون الاجتماعية                   | 3 فبراير 1977  | 8 يوليو 1997            | وزارة كمال حسن علي                                                                       | كمال حسن علي             |
| آمال عثمان                                                                                                 | التأمينات الاجتماعية والشئون الاجتماعية        | 3 فبراير 1977  | 8 يوليو 1997            | وزارة علي لطفي                                                                           | علي لطفي                 |
| آمال عثمان                                                                                                 | التأمينات الاجتماعية والشئون الاجتماعية        | 3 فبراير 1977  | 8 يوليو 1997            | وزارة عاطف صدقي الأولى                                                                   | عاطف صدقي                |
| آمال عثمان                                                                                                 | التأمينات الاجتماعية والشئون الاجتماعية        | 3 فبراير 1977  | 8 يوليو 1997            | وزارة عاطف صدقي الثانية                                                                  | عاطف صدقي                |
| آمال عثمان                                                                                                 | التأمينات والشئون الاجتماعية                   | 3 فبراير 1977  | 8 يوليو 1997            | وزارة عاطف صدقي الثالثة                                                                  | عاطف صدقي                |
| آمال عثمان                                                                                                 | التأمينات والشئون الاجتماعية                   | 3 فبراير 1977  | 8 يوليو 1997            | وزارة كمال الجنزوري الأولى                                                               | كمال الجنزوري            |
| مرفت التلاوي                                                                                               | التأمينات والشئون الاجتماعية                   | 8 يوليو 1997   | 5 أكتوبر 1999           | وزارة كمال الجنزوري الأولى                                                               | كمال الجنزوري            |
| أمينة الجندي                                                                                               | التأمينات والشئون الاجتماعية                   | 10 أكتوبر 1999 | 9 يوليو 2004            | وزارة عاطف عبيد                                                                          | عاطف عبيد                |
| أمينة الجندي                                                                                               | التأمينات والشئون الاجتماعية                   | 13 يوليو 2004  | 19 ديسمبر 2005          | وزارة أحمد نظيف الأولى                                                                   | أحمد نظيف                |
| علي المصيلحي (ضمت وزارة التموين خلال وزارة أحمد شفيق)                                                      | التضامن الإجتماعي                              | 30 ديسمبر 2005 | 22 فبراير 2011          | وزارة أحمد نظيف الثانية                                                                  | أحمد نظيف                |
| علي المصيلحي (ضمت وزارة التموين خلال وزارة أحمد شفيق)                                                      | التضامن الإجتماعي                              | 30 ديسمبر 2005 | 22 فبراير 2011          | وزارة أحمد شفيق                                                                          | أحمد شفيق                |
| جودة عبد الخالق (ضمت وزارة التموين)                                                                        | التضامن والعدالة الاجتماعية                    | 22 فبراير 2011 | 21 نوفمبر 2011          | وزارة أحمد شفيق                                                                          | أحمد شفيق                |
| جودة عبد الخالق (ضمت وزارة التموين)                                                                        | التضامن والعدالة الاجتماعية                    | 22 فبراير 2011 | 21 نوفمبر 2011          | وزارة عصام شرف                                                                           | عصام شرف                 |
| نجوى خليل                                                                                                  | التأمينات والشئون الإجتماعية                   | 7 ديسمبر 2011  | 8 يوليو 2013            | وزارة كمال الجنزوري الثانية                                                              | كمال الجنزوري            |
| نجوى خليل                                                                                                  | التأمينات والشئون الإجتماعية                   | 7 ديسمبر 2011  | 8 يوليو 2013            | وزارة هشام قنديل                                                                         | هشام قنديل               |
| أحمد البرعي                                                                                                | التضامن الإجتماعي                              | 16 يوليو 2013  | 24 فبراير 2014          | وزارة حازم الببلاوي                                                                      | حازم الببلاوي            |
| غادة والي                                                                                                  | التضامن الإجتماعي                              | 1 مارس 2014    | 21 نوفمبر 2019          | وزارة إبراهيم محلب الأولى                                                                | إبراهيم محلب             |
| | التضامن الإجتماعي                              | 1 مارس 2014    | 21 نوفمبر 2019          | وزارة إبراهيم محلب الثانية                                                               | إبراهيم محلب             |
| | التضامن الإجتماعي                              | 1 مارس 2014    | 21 نوفمبر 2019          | وزارة شريف إسماعيل                                                                       | شريف إسماعيل             |
| | التضامن الإجتماعي                              | 1 مارس 2014    | 21 نوفمبر 2019          | وزارة مصطفى مدبولي الأولى                                                                | مصطفى مدبولي             |
| نيفين القباج                                                                                               | التضامن الإجتماعي                              | 22 ديسمبر 2019 | 3 يونيو 2024            | وزارة مصطفى مدبولي الأولى                                                                | مصطفى مدبولي             |
| مايا مرسي                                                                                                  | التضامن الإجتماعي                              | 3 يوليو 2024   | حتى الآن                | وزارة مصطفى مدبولي الثانية                                                               | مصطفى مدبولي             |